# Villaturiel
Villaturiel è un comune spagnolo di 1 797 abitanti situato nella comunità autonoma di Castiglia e León.